# Monument aux Braves-de-Sherbrooke
Le monument aux Braves-de-Sherbrooke, parfois appelé familièrement « l'ange à trois pattes », est un cénotaphe érigé en 1926 à Sherbrooke (province de Québec), au Canada, sur la rue King Ouest pour honorer les survivants de la Première Guerre mondiale et les soldats sherbrookois tombés au combat. Cette œuvre patrimoniale est devenue emblématique de la ville de Sherbrooke. Le monument a été réalisé par George William Hill, l'un des sculpteurs québécois les plus en vue de la première moitié du XXe siècle. Il a été classé comme bien patrimonial du Québec en 2017.

## Description
Le monument représente un ange ailes déployées (l'allégorie de la Victoire) qui survole trois soldats canadiens dans les tranchées. Les quatre personnages de bronze ont été coulés en Belgique et le socle, fait en granit, provient de Stanstead (reconnue pour son industrie du granit).
Il fut construit à la demande d'un comité citoyen qui déposa sa requête le 21 mai 1923. La même année, le conseil de ville accorda 25 000 $ à sa conception et un concours est lancé pour trouver l'artiste qui réalisera le monument. Le modèle soumis par Hill sera retenu par les trois juges du concours, les architectes David Brown, A. Marchand et Louis Audet.
En novembre 1925, le colonel Arthur Huffman McGreer, recteur de l'Université Bishop's, propose que la liste des soldats sherbrookois tombés au combat durant la Première Guerre soit incluse au cénotaphe. La liste finale, gravée sur une plaque de bronze et publiée dans La Tribune la journée précédant l'inauguration, comporte 248 noms. Hill apposa au pied de sa sculpture la tablette de noms accompagnés de l'épitaphe bilingue suivante : « Devant ses fils tombés ou survivants qui se sont illustrés au champ d'honneur Sherbrooke s'incline/1914-1918/To the men and women of Sherbrooke who fought and fell for their country and their god. » Le 7 novembre 1948, une seconde plaque, sur laquelle est inscrit « Leur souvenir vivra éternellement. », est ajoutée, en mémoire des anciens combattants et des soldats estriens morts lors de la Deuxième Guerre. Le nom du soldat Eugene Tremblay est accidentellement absent de la première plaque, alors que celui de Raymond Duperron, en raison d'un vol d'identité, apparait sur la seconde plaque bien que l'homme ne soit pas mort durant la guerre.

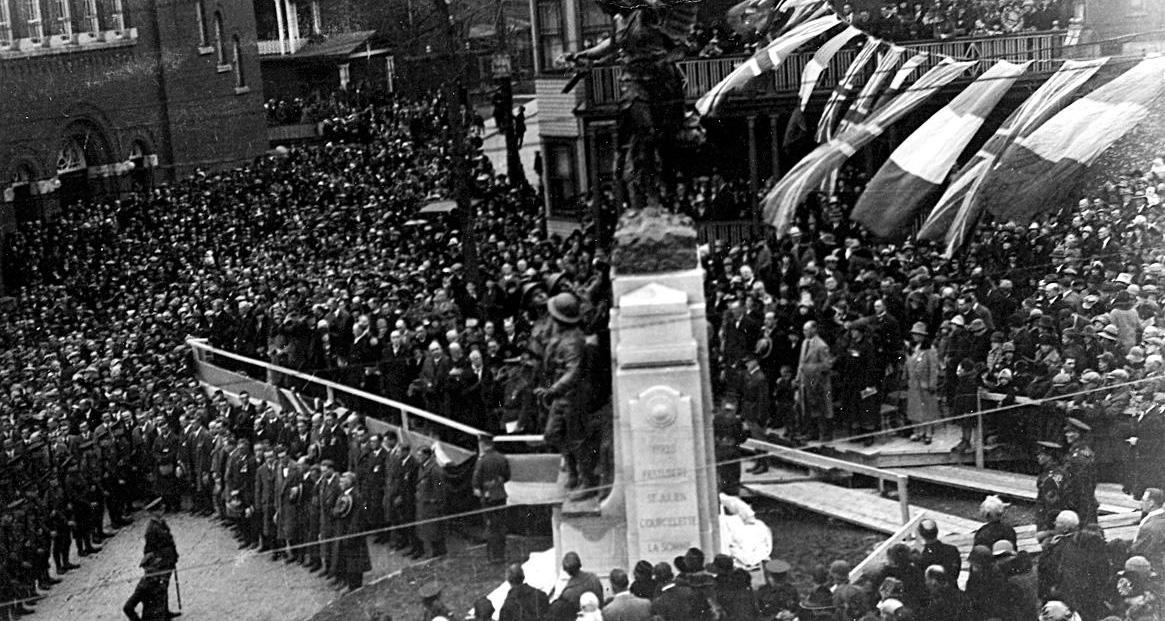
Inauguration du Monument aux braves, à Sherbrooke, le 7 novembre 1926.

Le 7 novembre 1926, huit ans après la fin de la guerre, le monument est officiellement inauguré par le maire de Sherbrooke de l'époque, James Keith Edwards, devant plus de 20 000 personnes. Lors de la cérémonie d'inauguration, les membres des familles des soldats, les personnalités sherbrookoises et autres dignitaires sont installés dans des estrades. Afin de suivre l'évènement, plusieurs des quelque 15 000 autres spectateurs montent aux faites environnants : ils grimpent dans les arbres, montent sur les toits des bâtiments ou accèdent aux balcons des édifices et au clocher de l'église Saint-Patrick. Les journaux de l'époque indiquent que la foule est restée coite d'émoi devant l'intensité du moment et la beauté de la statue, lorsque le drap blanc la recouvrant est retiré.
La statue a été restaurée durant l'été 2009 par le Centre de conservation du Québec au cout de 60 300 $, partagé entre le Programme de restauration de cénotaphes et de monuments d’Anciens Combattants Canada (le gouvernement fédéral) et la Ville de Sherbrooke. En 2009, la valeur du monument a été estimée à 900 000 $ canadiens. Le 9 novembre 2017, le monument aux braves a été classé comme immeuble patrimonial par le ministère de la Culture et des Communications. Le 26 mars 2018, le nom monument aux Braves-de-Sherbrooke est adopté comme toponyme officiel par la Commission de toponymie du Québec.

## Photographies

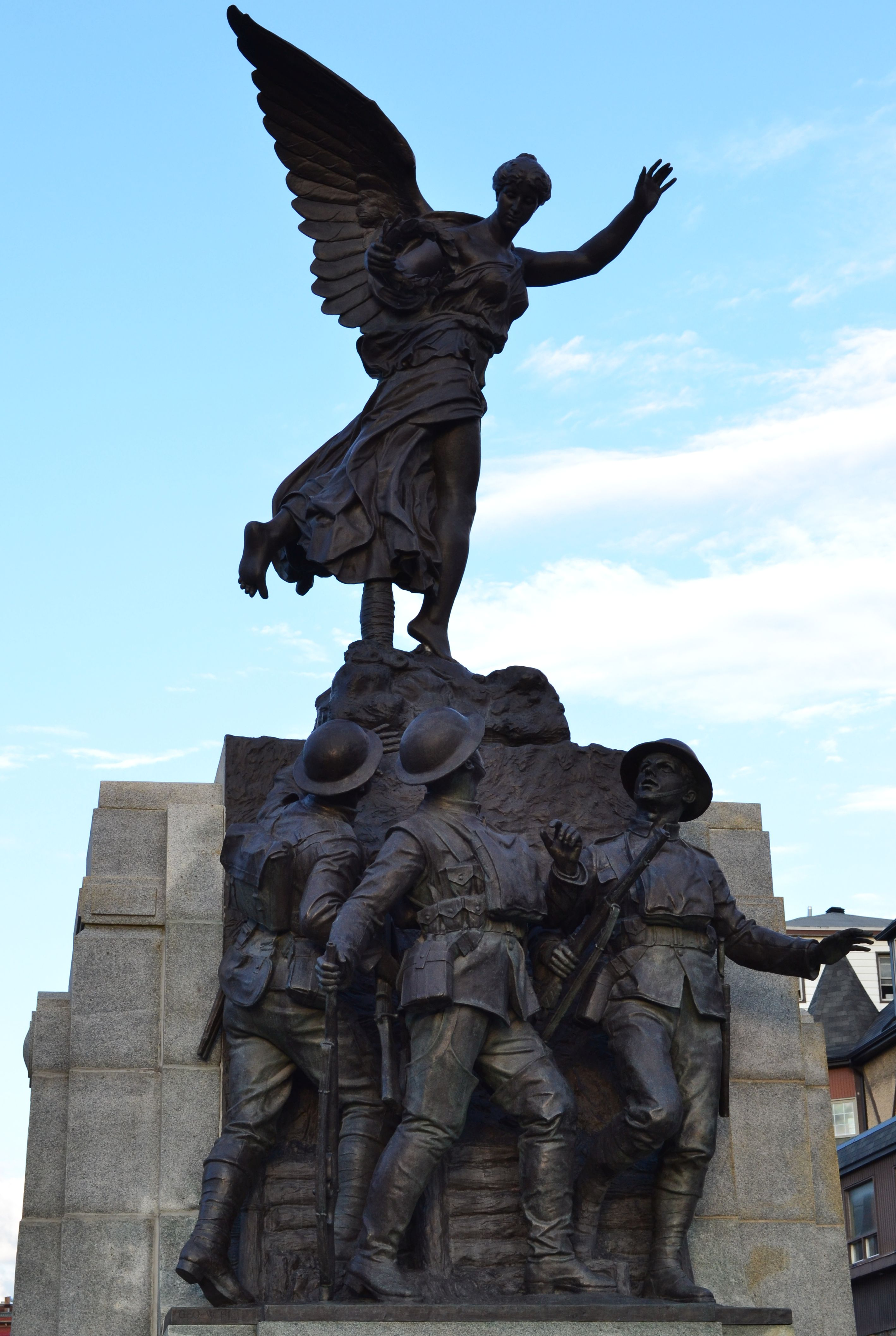
Le cénotaphe avec des soldats à ses pieds
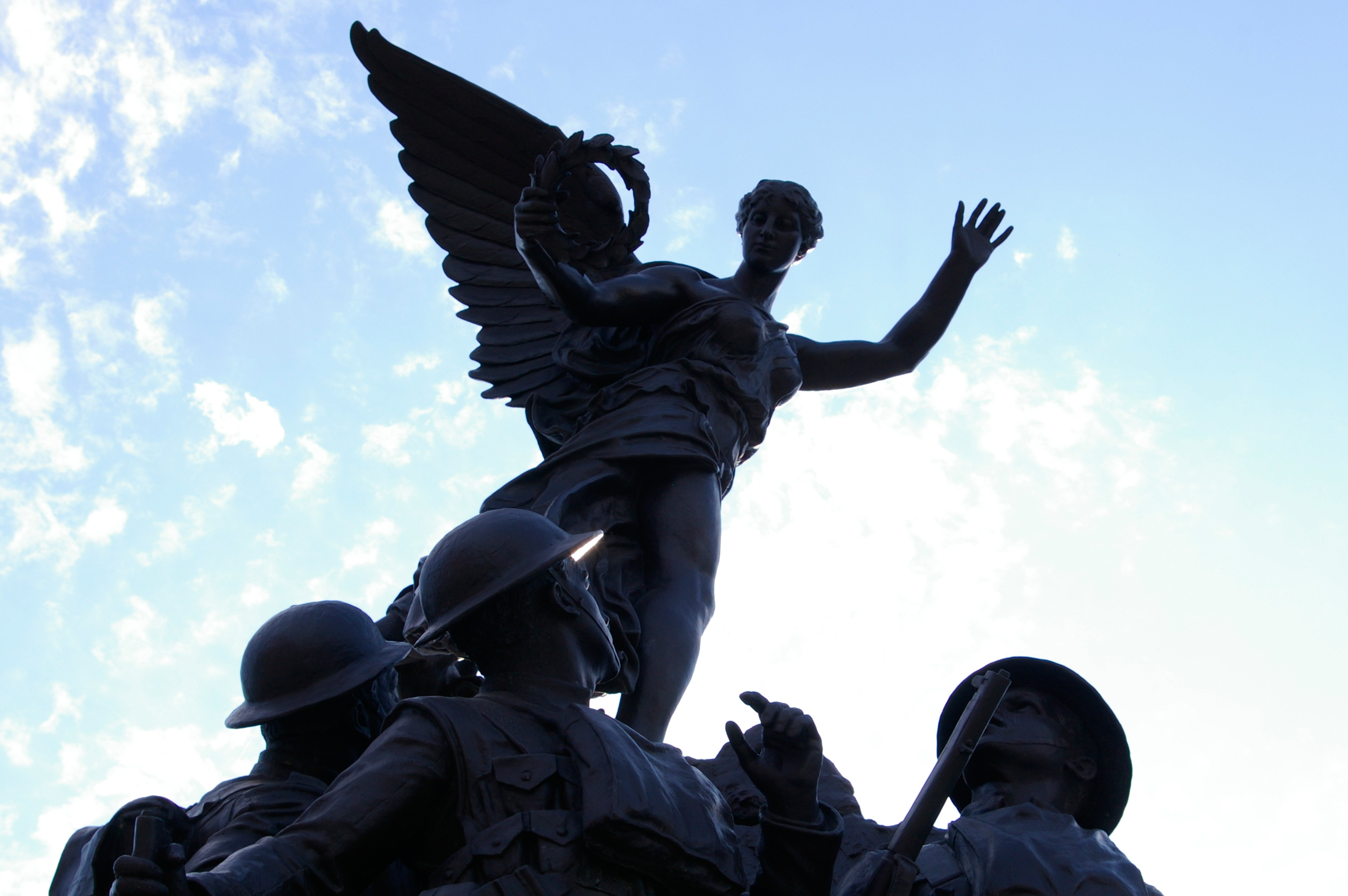
Le cénotaphe en contreplongée
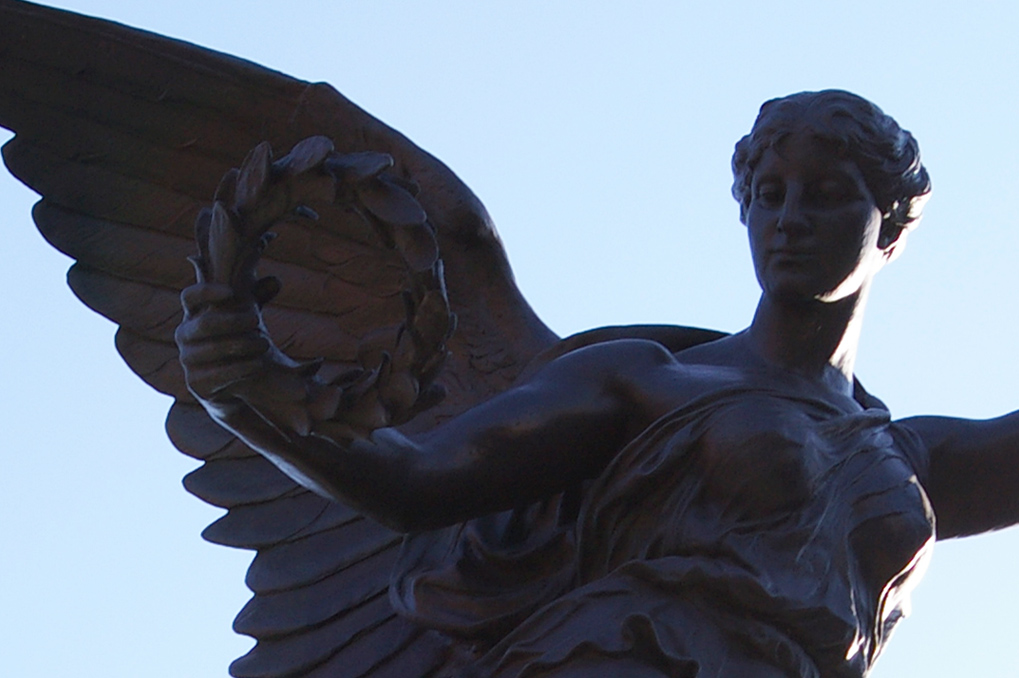
L'ange tient en sa main une couronne de laurier, symbole de la victoire.
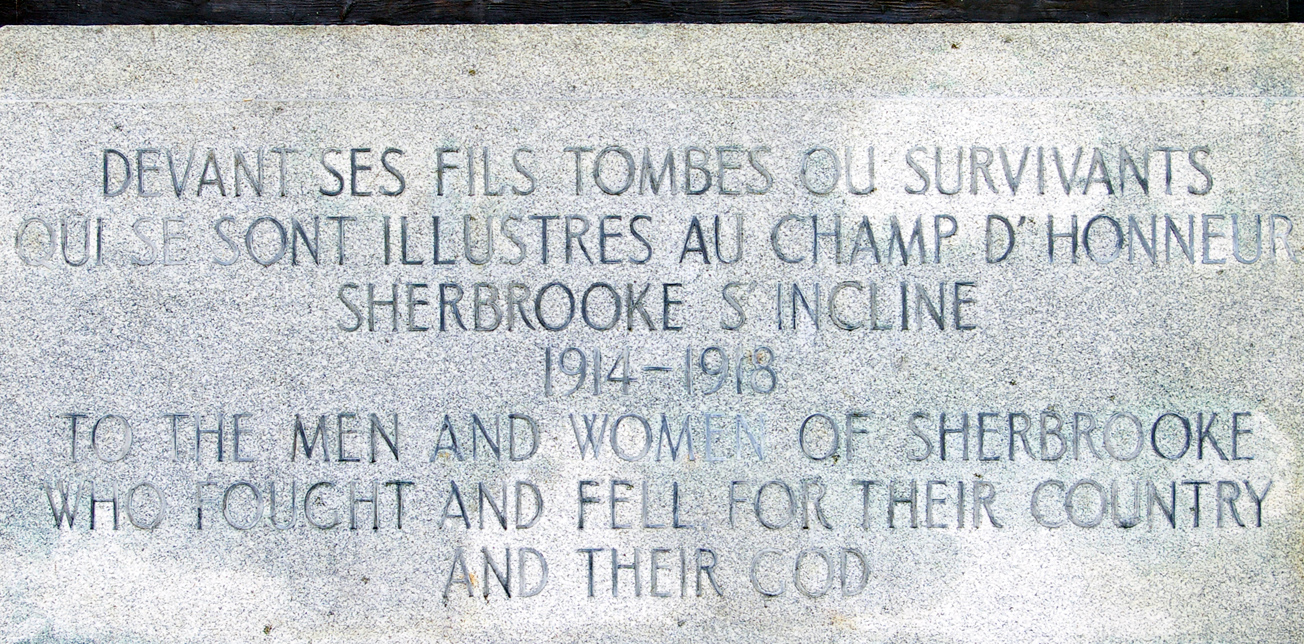
La première épitaphe, gravée dans le socle de granit, est rédigée en français et en anglais